# Pfälzer Hüttentour
Die Pfälzer Hüttentour ist ein als Rundwanderweg angelegter Premiumwanderweg. Sein Name bezieht sich darauf, dass er mehrere Wanderhütten miteinander verbindet.

## Markierung
Das Logo des Wanderwegs zeigt einen gelben Hintergrund, einen schwarzen Boden, eine schwarze Hütte und im Hintergrund einen schwarzen Nadelbaum.

## Verlauf
Seinen Ausgangspunkt hat der Weg an Wanderparkplatz am Albersweilerer Ortsteil St. Johann. Zunächst verläuft er in östliche Richtung entlang der Südflanke des Ringelsbergs – unmittelbar südlich erstrecken sich in diesem Bereich Weinberge –, um kurz vor Erreichen des Siedlungsgebiets von Frankweiler ins Waldgebiet einzutreten. Dabei erreicht er zunächst die Ringelsberghütte. Danach steigt er für wenige hundert Meter ins Hainbachtal hinab, um anschließend – erneut entlang des Gebirgsrands – oberhalb von Gleisweiler zu verlaufen.
Nachdem er eine größere Schlaufe zurückgelegt hat, erreicht er die St.-Anna-Hütte. Anschließend ist der Verlauf in die westliche Richtung halbkreisförmig, wo er die Trifelsblickhütte passiert. Danach verläuft er nach Norden und kommt an der Passhöhe Dreimärker vorbei. Weiter südwestlich liegt die Landauer Hütte; südlich von dieser führt er über den Orensberg, an dessen Südostflanke das Naturfreundehaus Kiesbuckel steht. Im Anschluss verläuft der Weg einige hundert Meter südwestlich und für den Rest der Route nach Südosten, wo er wieder zum Ausgangspunkt zurückkehrt.
Abschnittsweise verläuft er zusammen mit anderen Wanderwegen wie dem Pfälzer Weinsteig und dem Pfälzer Mandelpfad.